# Ferrocarrils de la Generalitat de Catalunya
Ferrocarrils de la Generalitat de Catalunya (FGC) és una empresa pública de la Generalitat de Catalunya que gestiona diversos serveis de transport públic, principalment de ferrocarril suburbà a l'àrea metropolitana de Barcelona, a més d'una línia regional a l'àrea de Lleida i Pirineus. També gestiona el cremallera de la Vall de Núria, el de Montserrat, i funiculars. A més, l'empresa és propietària de les estacions d'esquí de la Vall de Núria i la Molina.
L'empresa actualment està estructurada en dues unitats de negoci:
- Unitat de Negoci de Tren: Agrupa les línies metropolitanes i suburbanes (línia Barcelona-Vallès i línia Llobregat-Anoia) i la línia Lleida - la Pobla de Segur.
- Unitat de Negoci de Turisme i Muntanya: Agrupa les explotacions de Montserrat (cremallera i funiculars), Vall de Núria (cremallera, estació d'esquí i telecabina) i la Molina (estació d'esquí i telecabina), a més del Ferrocarril Turístic de l'Alt Llobregat.

La seu de FGC es troba al carrer Cardenal Sentmenat, en un edifici inaugurat el 2008 entre els carrers de Cardenal Sentmenat, Vergós i la Via Augusta, al barri de Sarrià (Barcelona), on hi havia els tallers de FGC. A Rubí es troba el Centre Operatiu (COR) i el Centre de Comandament Integrat (CCI), mentre que el Centre d'Atenció al Pensionista (CAP) es troba al carrer d'Avenir, 6, del barri de Sant Gervasi-Galvany de Barcelona.

## Història
Ferrocarrils de la Generalitat de Catalunya es va constituir el 5 de setembre de 1979 amb la intenció que aquesta corporació explotés els ferrocarrils que eren de titularitat pública de Catalunya. Així es va convertir en la primera empresa pública que creava la Generalitat de Catalunya restaurada.

### Cronologia
- El 5 de setembre de 1979 es constituí Ferrocarrils de la Generalitat de Catalunya per gestionar els ferrocarrils de via estreta de titularitat pública a Catalunya.[4]
- El 7 de novembre de 1979 es transferiren les línies de Ferrocarrils de Catalunya.
- El 1980 es transferí la gestió del Funicular de Gelida.
- El 1986 es transferiren alguns dels actius de Ferrocarrils de Muntanya de Grans Pendents. Entre altres inclou el Funicular de la Santa Cova i el Funicular de Sant Joan, ambdós de Montserrat, i el Cremallera de Núria.
- L'1 de febrer de 1999 s'inaugurà l'electrificació del ramal Martorell-Igualada.
- L'11 de juny de 2003 s'inaugurà la reobertura del Cremallera de Montserrat.[5]
- L'1 de gener de 2005 es feu efectiu el traspàs de la Lleida - la Pobla de Segur als FGC. El 18 de juliol del mateix any l'empresa inicià la renovació de la via i les instal·lacions al tram Balaguer - la Pobla de Segur, obres que durarien un any.
- El 18 de gener de 2008 la filial de FGC Autometro posà en marxa el transport de cotxes, per ferrocarril, de la factoria de Seat a Martorell al Port de Barcelona.[6]
- El 2013 dos expresidents foren condemnats per malversació de fons públics en crear un fons de pensions il·legal.[7]
- El 5 de setembre de 2019, coincidint amb el 40è aniversari de l'empresa, es renova la identitat corporativa i el logotip, passant del taronja adoptat el 2007 al verd clar, per tal de simbolitzar la sostenibilitat i l'energia verda.

### Antecedents

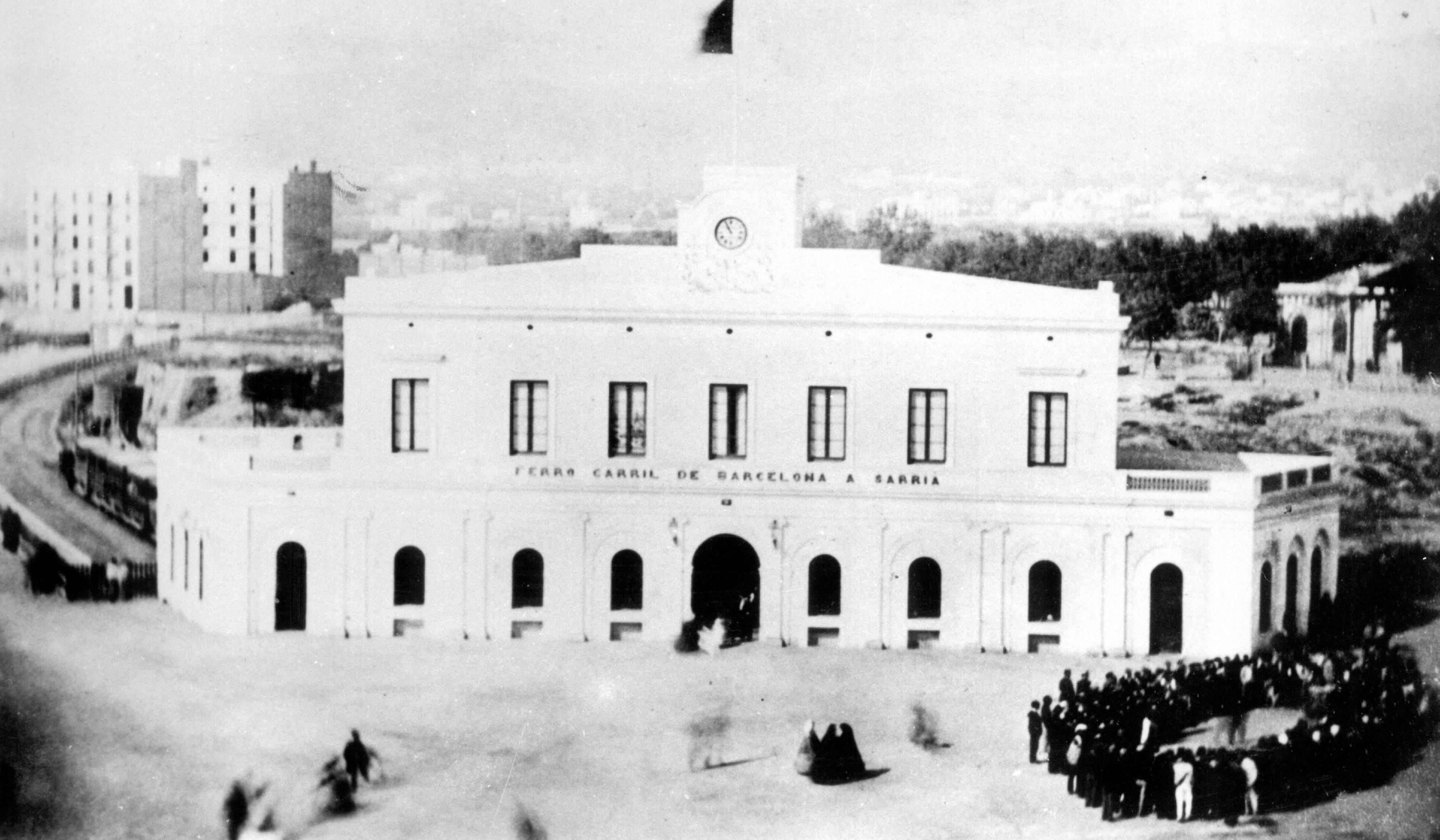
Antiga estació de Plaça Catalunya, terminal del Ferrocarril de Sarrià el 1865

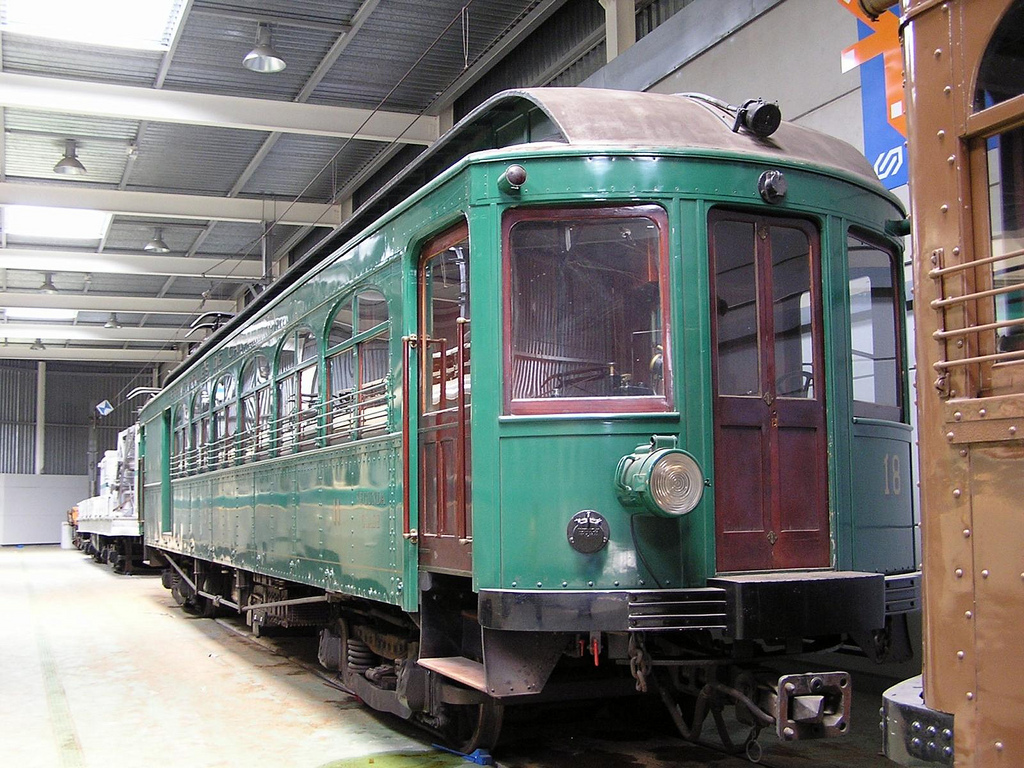
Brill número 18 de FCC

Per entendre per què FGC va passar a controlar aquests ferrocarrils cal remuntar-se a la dècada de 1970, per una banda dues empreses privades, el tàndem de Ferrocarril de Sarrià a Barcelona S.A. (FSB) i Ferrocarrils de Catalunya S.A. (FCC), gestionaven la línia Barcelona-Vallès, els quals l'havien construït, però en aquesta dècada van començar a patir problemes financers a causa de la inflació, l'augment de les despeses d'explotació i perquè el Govern feia mantenir tarifes polítiques i sense cap compensació. El 1977, després de demanar subvencions a diferents institucions, va sol·licitar el rescat de la concessió de les línies urbanes però l'Ajuntament de Barcelona va denegar la petició i el 23 de maig de 1977 els Ferrocarrils de Catalunya (propietaria del FSB) van anunciar la clausura de la xarxa a partir del 20 de juny.
El 17 de juny de 1977 per Reial Decret es van transferir les línies a Ferrocarriles de Vía Estrecha (FEVE) de forma provisional, mentre el Ministeri d'Obres Públiques del Govern d'Espanya, la Diputació de Barcelona, la Corporació Metropolitana de Barcelona i l'Ajuntament de Barcelona estudiaven el règim d'explotació d'aquesta xarxa.
Amb la reinstauració de la Generalitat de Catalunya, el Govern d'Espanya va traspassar a la Generalitat de Catalunya la gestió de les línies explotades per FEVE a Catalunya, gestionant així els Ferrocarrils de Catalunya a través del Departament de Política Territorial i Obres Públiques (DPTOP) fins que es va crear el 1979 l'empresa Ferrocarrils de la Generalitat de Catalunya, la qual integrava el 7 de novembre a la seva xarxa aquests ferrocarrils.

### Línia Barcelona-Vallès
L'actual línia Barcelona-Vallès està formada pels ferrocarrils que van construir Ferrocarril de Sarrià a Barcelona i Ferrocarrils de Catalunya: un, de Barcelona a Sarrià, inaugurat el 23 de juny de 1863; i l'altre, de Sarrià a Terrassa i Sabadell, inaugurat el 1921. L'allargament d'andanes a la Plaça Catalunya (Línia Barcelona-Vallès) va permetre millorar la freqüència de pas, juntament amb la compra de 15 trens nous en 2018 per 100 milions d'euros amb l'objectiu de duplicar la freqüència dels trens a la línia Barcelona-Vallès, operatius al 2021.

### Línia Llobregat-Anoia

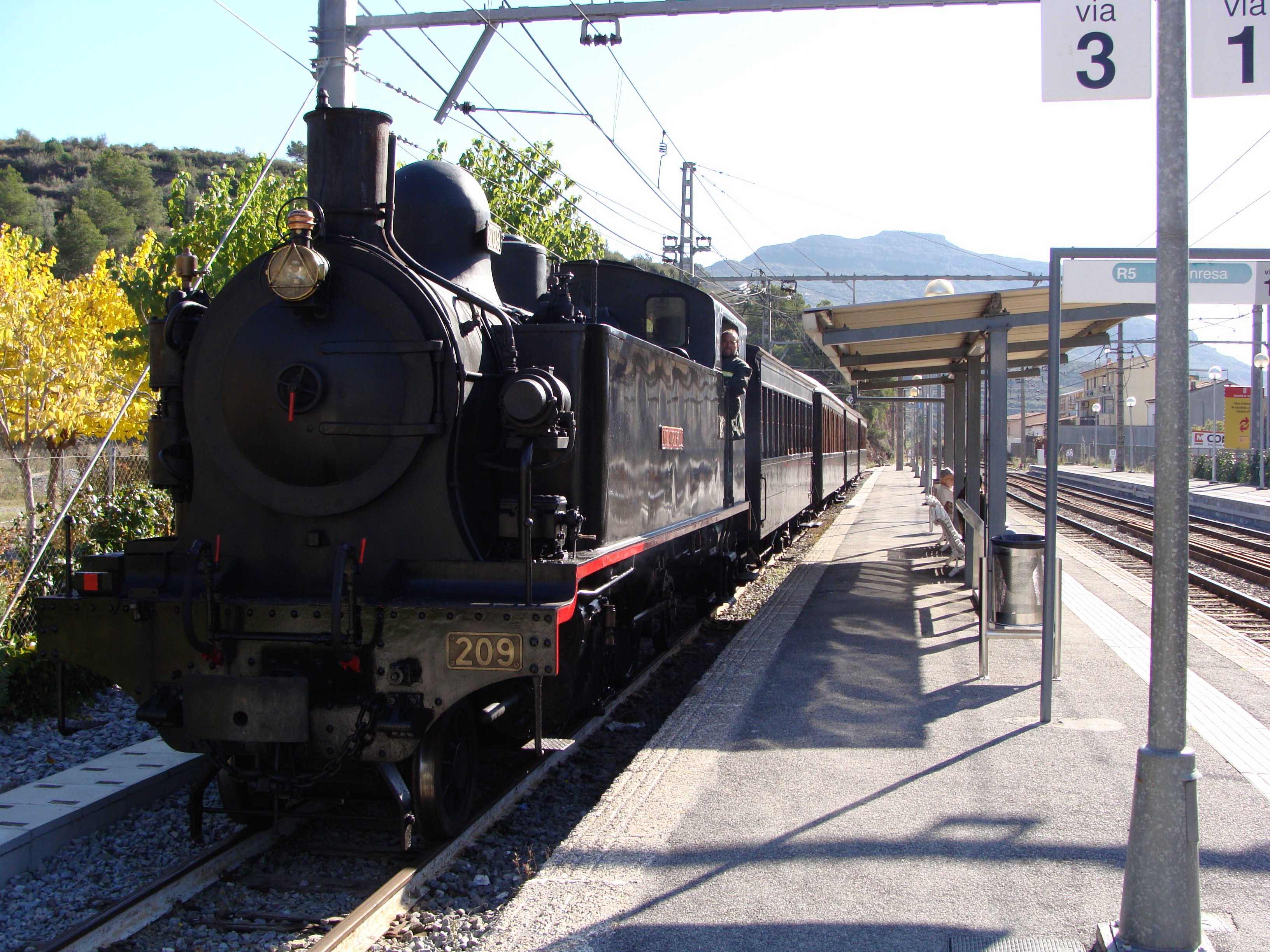
Locomotora Monistrol 209

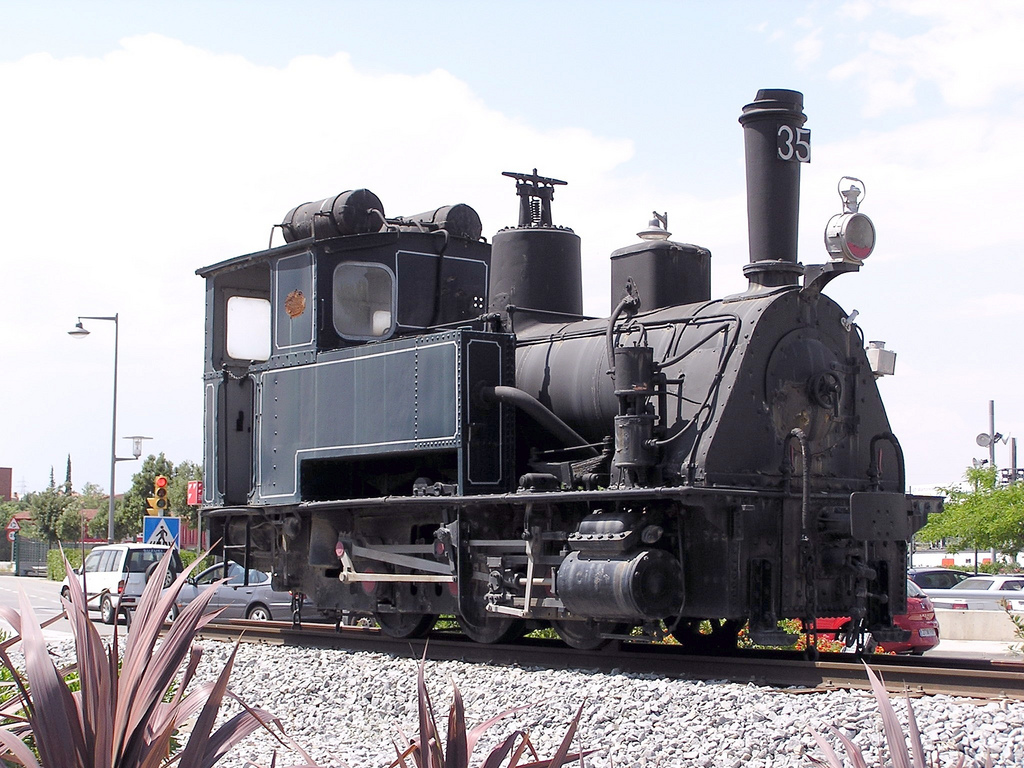
Locomotora «Berga» núm. 35 a Martorell

L'actual línia Llobregat-Anoia està formada per la xarxa de l'antiga societat de Ferrocarrils Catalans (Companyia General dels Ferrocarrils Catalans S.A., CGFC) que s'havia constituït per unir les tres companyies creadores de bona part d'aquesta xarxa: Tranvía o Ferrocarril Económico de Manresa a Berga, Ferrocarril Central Catalán i Camino de Hierro del Nordeste de España. Aquesta antiga xarxa de CGFC era anomanada el Carrilet o línia Catalans.

### Línia Lleida - la Pobla de Segur
La Línia Lleida - la Pobla de Segur és només una secció d'una gran línia internacional de 850 km que havia d'unir Baeza amb la comuna francesa de Sent Gironç, passant per Albacete, Utiel i Terol.
El primer tram, de Lleida a Balaguer, fou construït per l'Estat Espanyol i inaugurat l'1 de febrer de 1924. Aquest va passar a dependre d'Explotació de Ferrocarrils per l'Estat. El 9 de maig de 1941 sortí una ordre ministerial que transferia la línia a RENFE. Aquesta es feu efectiva el 30 de juny de 1941. Aleshores RENFE començà a prolongar la línia en previsió de fer-la arribar fins a Sent Gironç. Així doncs, el 13 de novembre de 1951 s'inaugurà l'arribada del tren a la Pobla de Segur, però el tren ja no arribaria més lluny. L'any 1962, per recomanació del Banc Mundial, l'Estat espanyol va decidir aturar la construcció de noves línies fèrries i concentrar-se en la millora de les ja operatives. El 30 de setembre de 1984 el consell de ministres decidí clausurar la línia pel fet de ser altament deficitària. Mai no es produí gràcies al fet que la Diputació de Lleida i la Generalitat de Catalunya sufragaren el deute. Des d'aleshores s'havia plantejat la transferència, i no s'arribà a un acord fins al 2004. La línia passà a ser propietat de FGC a partir del 31 de desembre de 2004.
Des del 25 de juliol de 2016 la línia passa a ser operada per FGC amb la incorporació de 2 unitats de la sèrie 331.

## Serveis

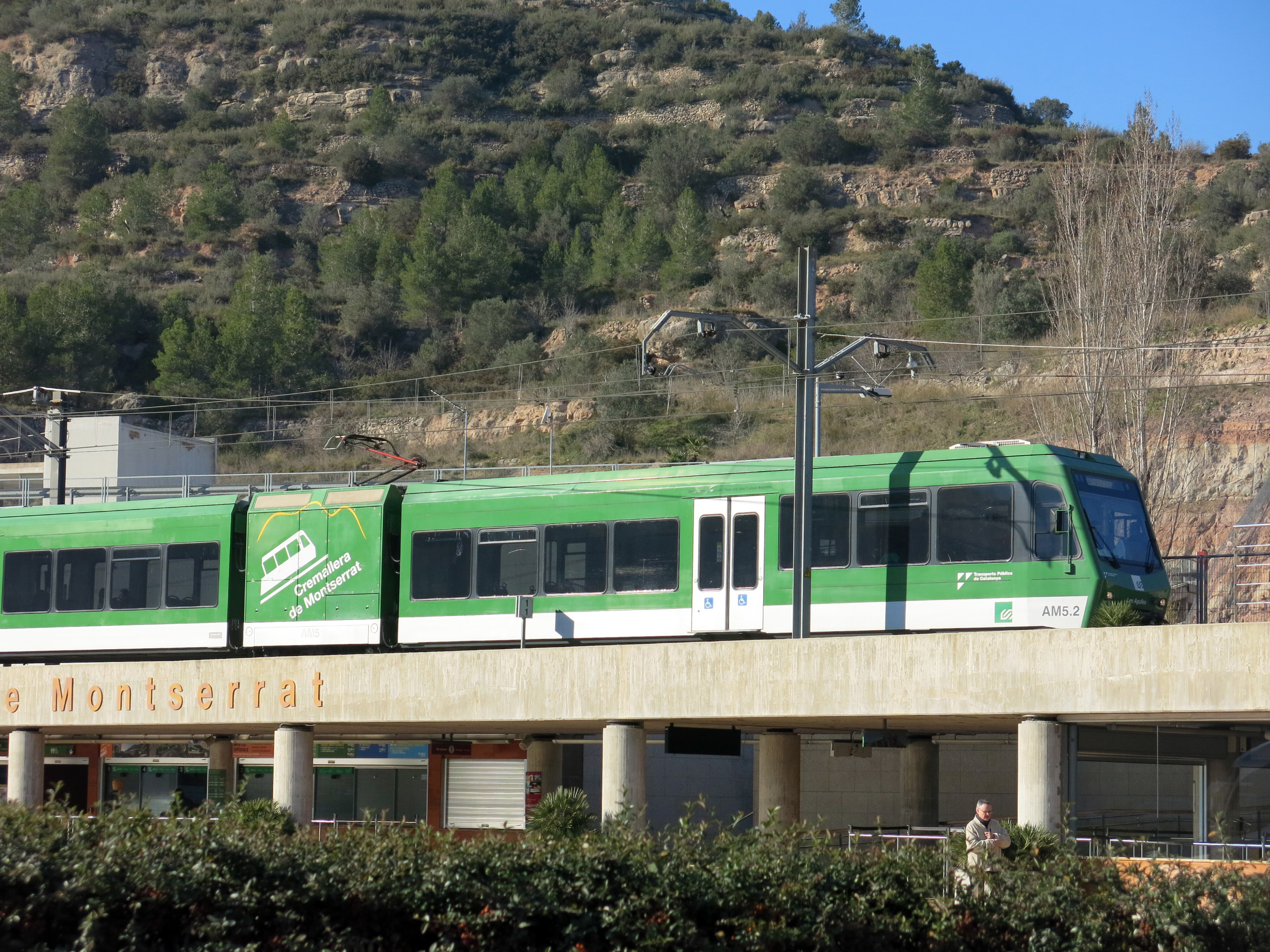
Cremallera de Montserrat

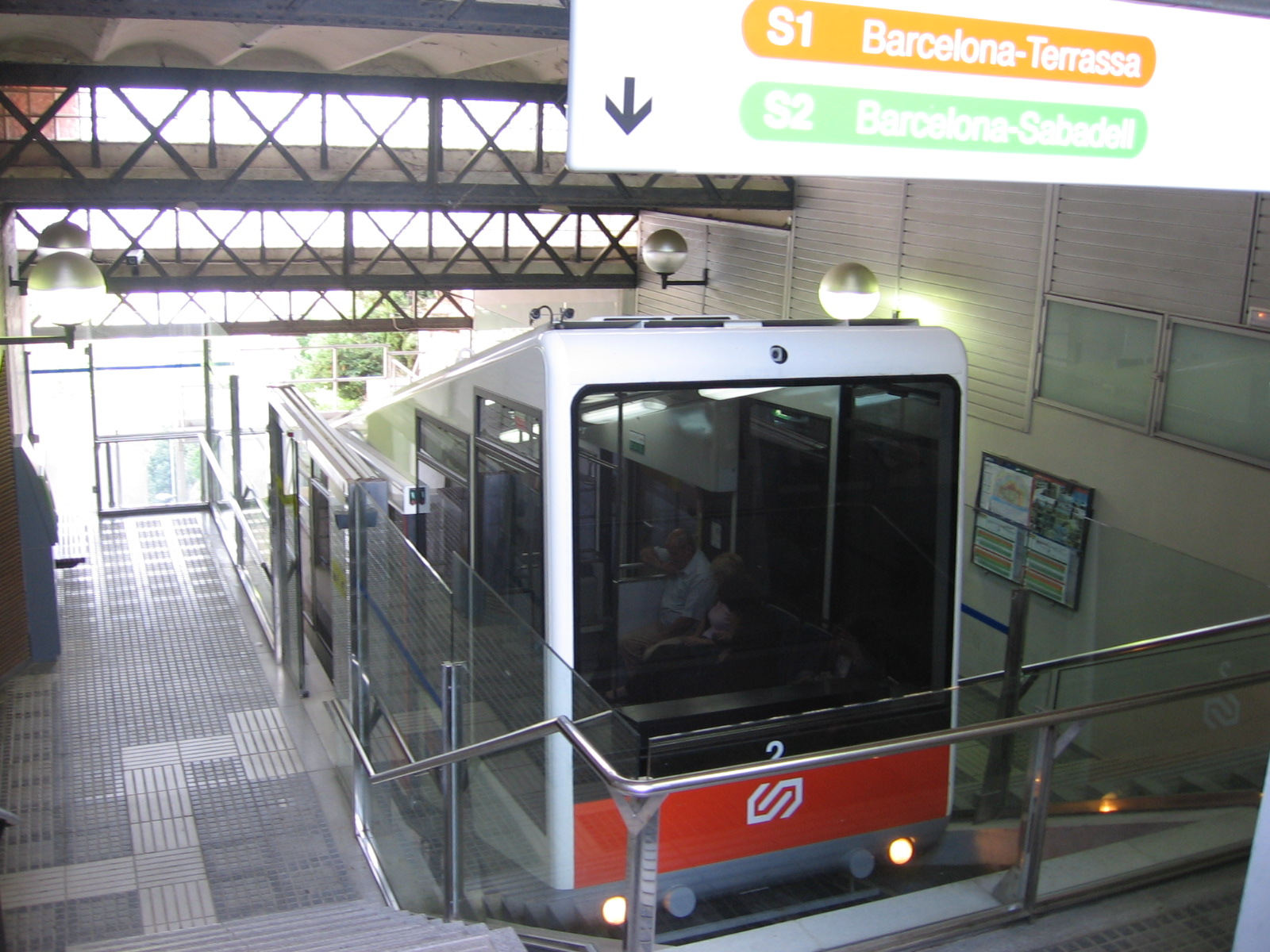
Funicular de Vallvidrera

- Línia Barcelona-Vallès (Metro del Vallès i Línia de Balmes).
- Línia Llobregat-Anoia (Metro del Baix Llobregat i Metro Comarcals).
- Línia Lleida - la Pobla de Segur (Tren dels Llacs).
- Cremallera de Montserrat.
- Funicular de la Santa Cova.
- Funicular de Sant Joan.
- Cremallera de Núria.
- Telecabina de la Coma del Clot de Núria.
- Funicular de Gelida.
- Funicular de Vallvidrera.
- Telefèric d'Olesa a Esparreguera.
- Ferrocarril Turístic de l'Alt Llobregat (Tren del Ciment).
- Telecabina de la Molina - Alp 2500 al domini esquiable d'Alp 2500.

### Funció metropolitana
Les línies dels trens de servei suburbà de FGC funcionen com a metro completant els serveis del metro de Barcelona, i travessen Barcelona i l'Àrea metropolitana de Barcelona, funcionant com un servei d'alta freqüència integrat tarifàriament. El sistema de numeració d'aquestes línies es divideix en:
- L (de Línia), que correspon a les línies que funcionen com a part de la xarxa de metro de Barcelona (que consisteix en 12 línies actualment, de les quals de la 1 a la 5 i de la 9 a la 11 són operades per TMB; i de la 6 a la 8 i la 12, per FGC).
- S (de Suburbà), que correspon a les línies que operen des de Barcelona fins a les zones 2 i 3 designades per l'Autoritat del Transport Metropolità (ATM).
- R (de Rodalies), que corresponen a les línies interurbanes que sobrepassen la zona 3 del sistema de la ATM. L'àrea metropolitana de Barcelona té 8 línies de rodalies, de les quals de la 1 a la 4 i de la 7 i la 8 són operades per Renfe Operadora; i de la 5 i 6 i de la 50 i la 60, per FGC.
- RL (de Regional de Lleida), denominació per al trajecte de la Línia Lleida - la Pobla de Segur tota sencera. També (de Rodalia de Lleida), denominació per al trajecte de la mateixa Línia Lleida - la Pobla de Segur fins a Balaguer. La infraestructura és propietat de FGC i també és gestionada per FGC des del juliol de 2016.

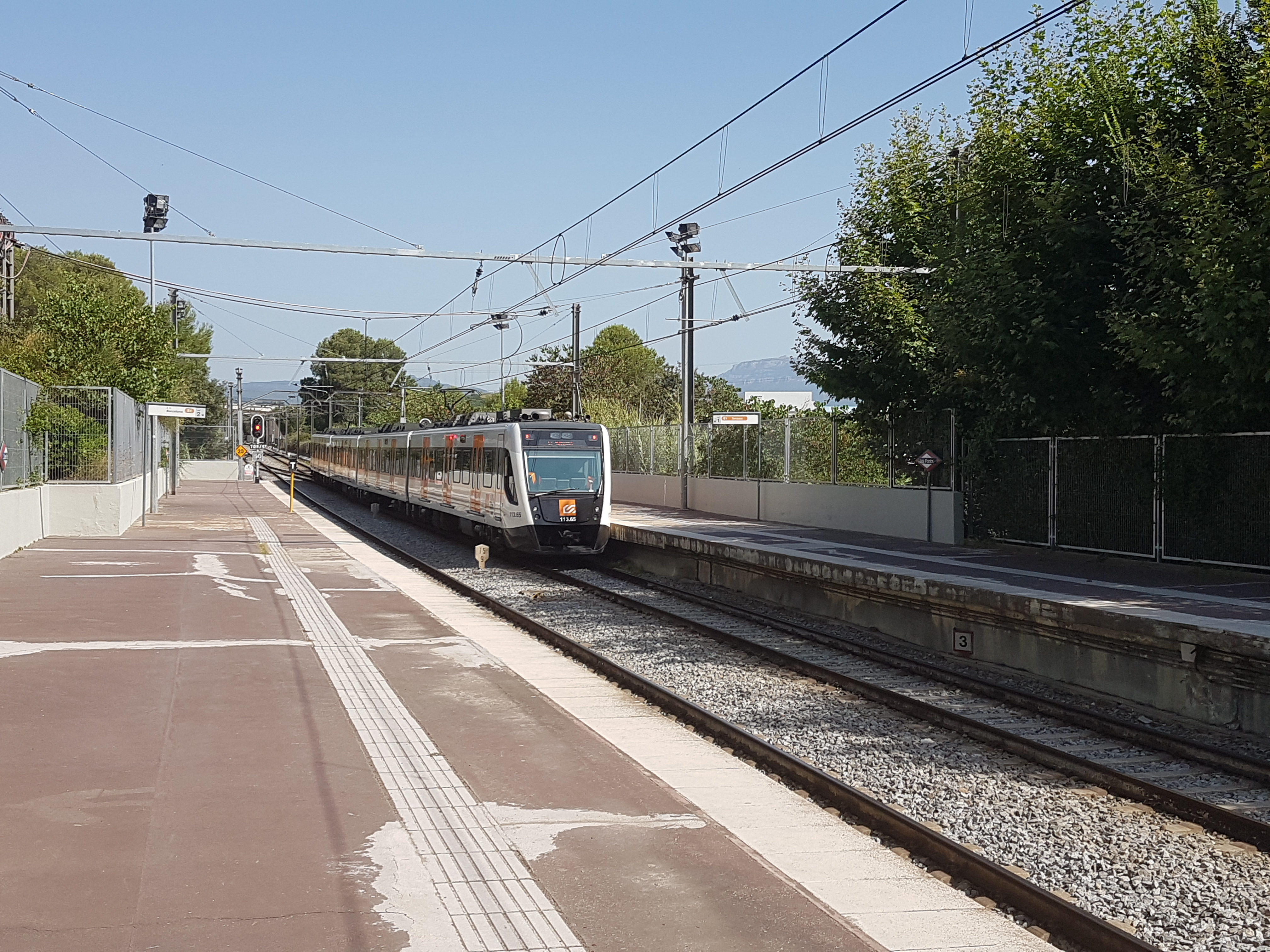
Unitat 113 en servei S1 a Terrassa

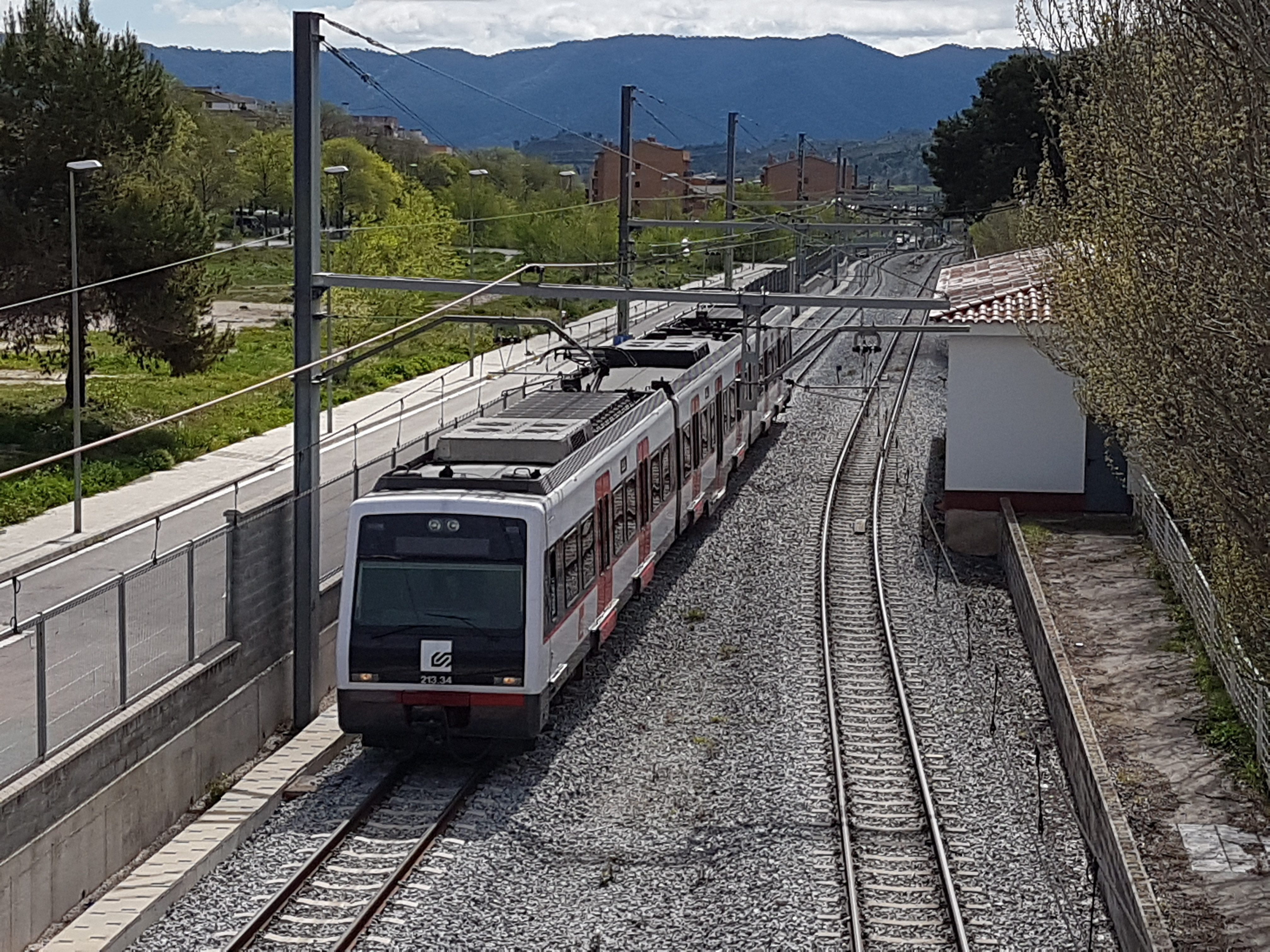
Unitat 213 en servei R6 a Vilanova del Camí

| Servei                           | Inici               | Fi                             |
| -------------------------------- | ------------------- | ------------------------------ |
| Serveis metropolitans            |                     |                                |
|                                  | BCN - Pl. Catalunya | Sarrià                         |
|                                  | BCN - Pl. Catalunya | Avinguda Tibidabo              |
|                                  | BCN - Pl. Espanya   | Molí Nou \| Ciutat Cooperativa |
|                                  | Sarrià              | Reina Elisenda                 |
| Línia Barcelona-Vallès           |                     |                                |
|                                  | BCN - Pl. Catalunya | Terrassa-Nacions Unides        |
|                                  | BCN - Pl. Catalunya | Sabadell-Parc del Nord         |
| Línia Llobregat-Anoia            |                     |                                |
|                                  | BCN - Pl. Espanya   | Can Ros                        |
|                                  | BCN - Pl. Espanya   | Olesa de Montserrat            |
|                                  | BCN - Pl. Espanya   | Martorell-Enllaç               |
|                                  | BCN - Pl. Espanya   | Quatre Camins                  |
|                                  | BCN - Pl. Espanya   | Manresa                        |
|                                  | BCN - Pl. Espanya   | Manresa (semidirecte)          |
|                                  | BCN - Pl. Espanya   | Igualada                       |
|                                  | BCN - Pl. Espanya   | Igualada (semidirecte)         |
| Línia Lleida - la Pobla de Segur |                     |                                |
|                                  | Lleida Pirineus     | Balaguer                       |
|                                  | Lleida Pirineus     | La Pobla de Segur              |

### Transport de Mercaderies
La línia Llobregat-Anoia, a més del transport de viatges té un important trànsit de mercaderies. Per una part transporta potassa i sals des de les mines de Súria i Sallent fins a Martorell i el Port de Barcelona, i per l'altra des del 2008 el cotxes des de la factoria SEAT de Martorell fins al Port de Barcelona.

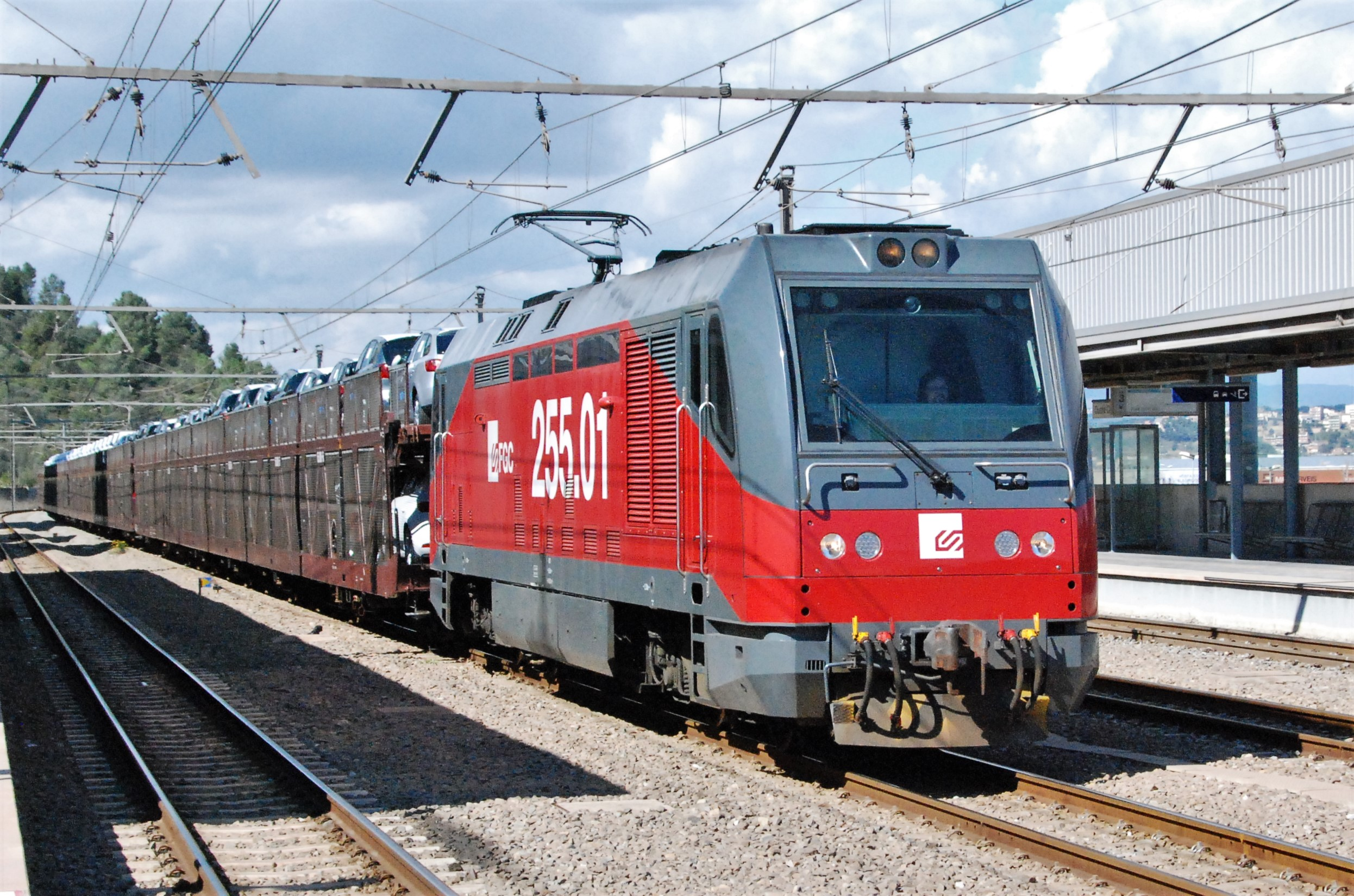
Locomotora 255.01 transportant cotxes a Quatre Camins
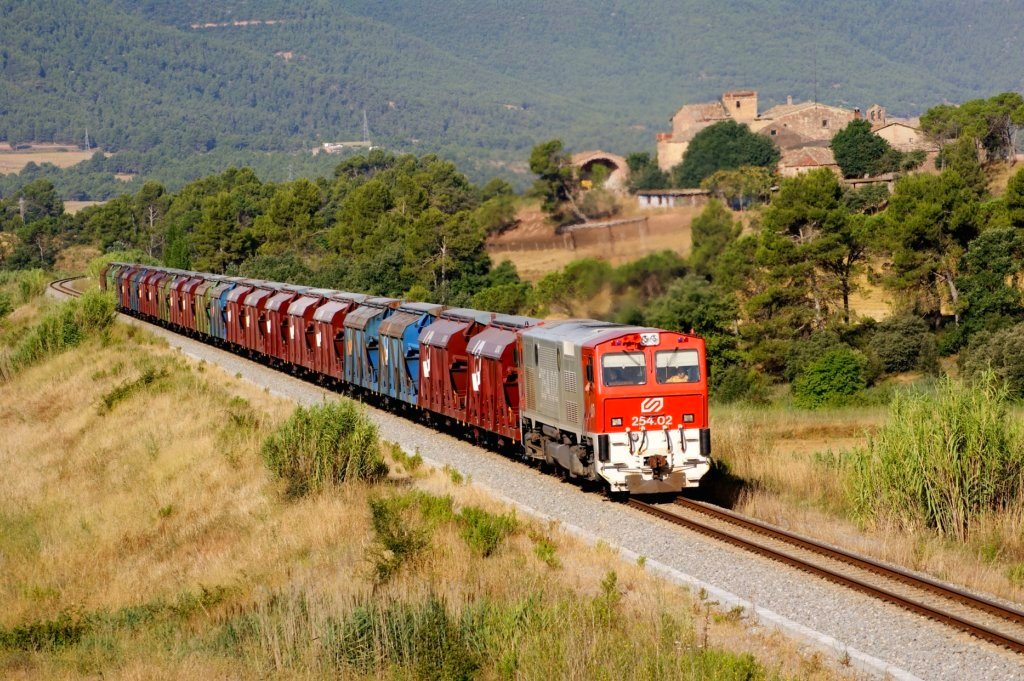
Locomotora 254.0 transportant potassa a Pineda de Bages
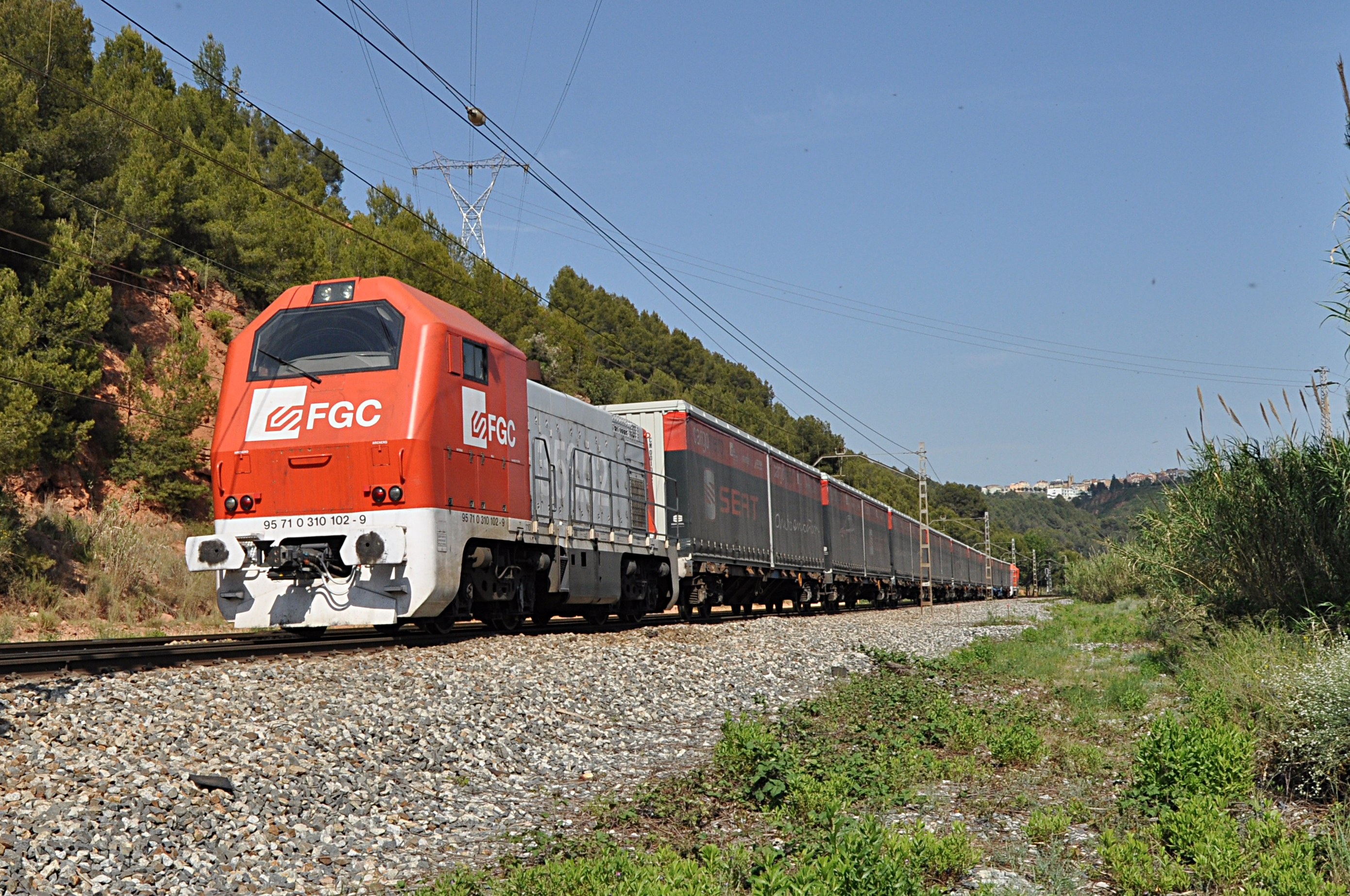
La locomotora dièsel 353.02 de FGC (ex-Renfe sèrie 310.102) amb el Cargometro pel doble revolt de Castellbisbal a la línia de Vilafranca

## Característiques de la xarxa (2022)

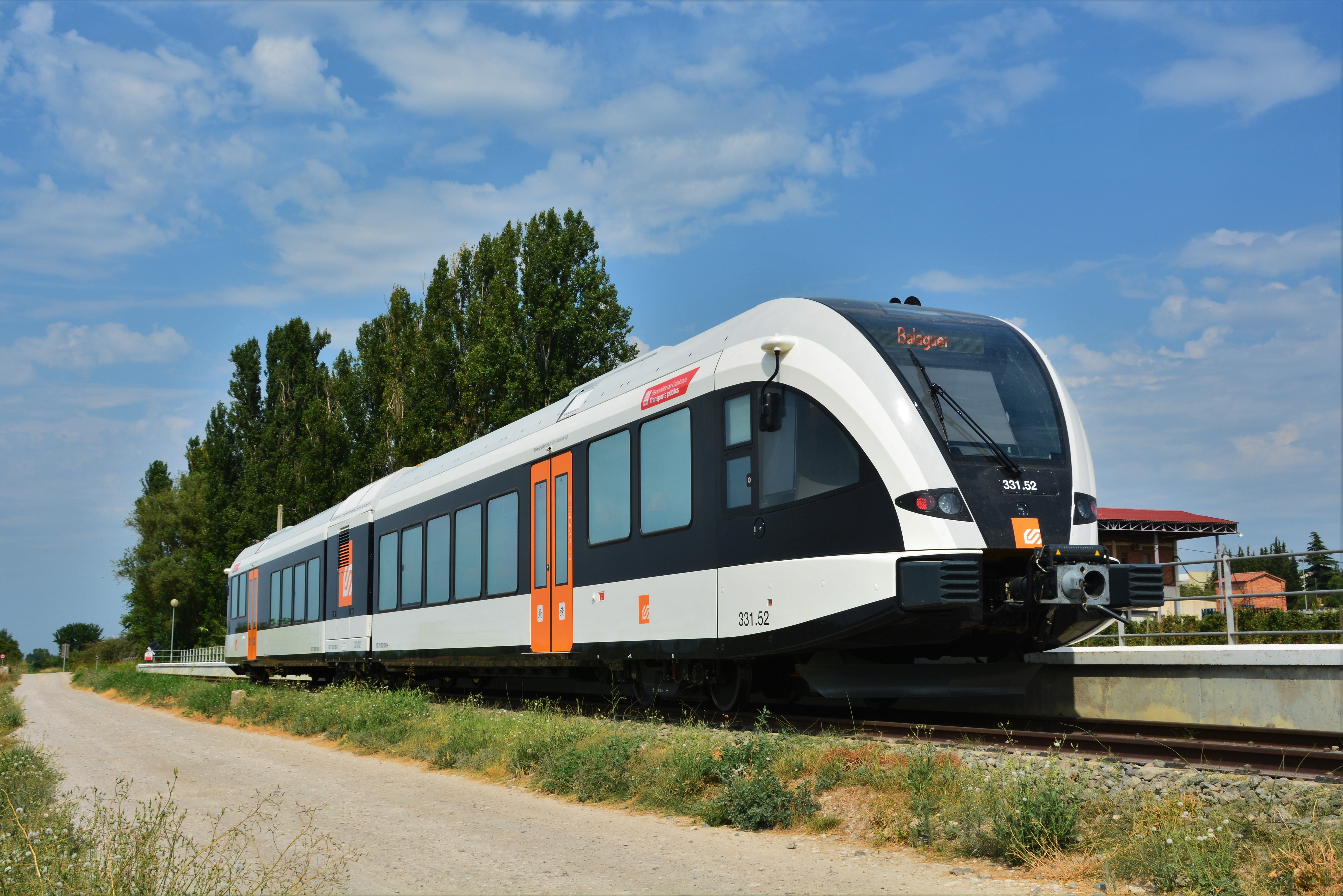
Unitat 331 a la línia Lleida-La Pobla de Segur.

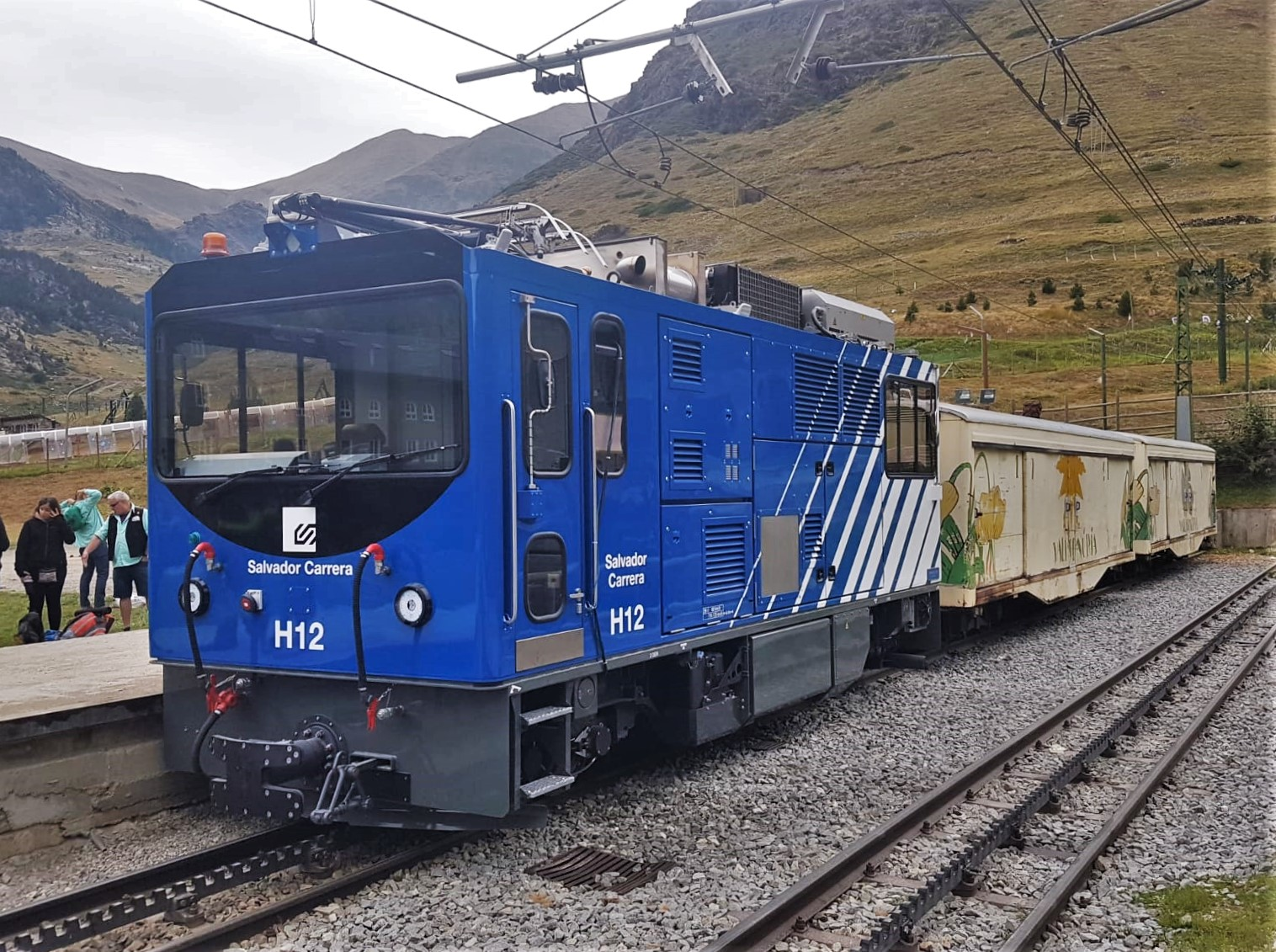
Locomotora H12 al Cremallera de Núria.

Les dades de la xarxa de FGC l'any 2022 són les següents:
| - Longitud de les línies (km): 189 - Estacions: 81 - Unitats de tren: 103 - Locomotores de mercaderies: 4 - Vagons de mercaderies: 80 - Viatgers transportats (milions): 79,02 - Tones transportades: 654.440 - Longitud de línia (km): 87 - Estacions: 17 - Unitats de tren: 3 - Viatgers: 277.914 - Estacions i baixadors: 5 - Longitud de la línia del cremallera (km): 12,5 - Automotors dobles o articulats: 5 - Locomotores: 2 - Cotxes: 4 | - Funiculars: 2 - Visitants dels funiculars: 247.897 - Longitud de línia cremallera (km): 5,2 - Estacions del cremallera: 3 - Automotors dobles cremallera: 6 - Visitants del cremallera: 385.354 - Longitud de línia (km): 3 - Estacions: 4 - Locomotores: 2 - Cotxes: 4 - Visitants: 17.860 |

### Amples de via[16]
- Línia Barcelona Sarrià fins al 1905: 1.674 mm
- Línia Barcelona-Vallès des del 1905 fins a l'actualitat: 1.435 mm
- Línia Llobregat-Anoia des de l'origen: 1.000 mm
- Línia de Lleida a la Pobla de Segur abans de les renovacions de la via: 1.674 mm
- Línia de Lleida a la Pobla de Segur després de les renovacions de la via (fins a Balaguer el 2002 i fins a la Pobla el 2006): 1.668 mm
- Cremallera de Montserrat antic i actual: 1.000 mm i cremallera sistema Abt
- Cremallera de Núria des de l'origen: 1.000 mm i cremallera sistema Abt
- Línia de Guardiola de Berguedà a Castellar de n'Hug (antiga): 600 mm
- Tren del ciment (actual): 600 mm

## Projectes principals
- Perllongament de la línia Llobregat-Anoia de Plaça Espanya fins a Gràcia amb una nova estació al voltant de l'Hospital Clínic amb intercanvi amb la línia 5 del metro, una altra a la plaça Francesc Macià amb enllaç amb el Trambaix, i Gràcia on s'ajuntarà amb els trens del Vallès. La previsió inicial d'inici de les obres al 2021[17] es va posposar fins al 2023 i va iniciar-se efectivament durant el gener del 2024.[18][19]
- Gestió de l'R-Aeroport, el futur tren llançadora que connectarà les terminals T2 i T1 de l'Aeroport del Prat amb Barcelona.[20]
- Operació de les línies RL3 i RL4 de Rodalia de Lleida amb trens propis.[21]
- Rehabilitació i modernització de la línia Lleida - la Pobla de Segur.
- Al PDI 2009-2018 es recull també una nova línia Poblenou-UAB, que podria ser de caràcter independent o, segons que recomana el PDI, ser un segon perllongament de la línia, que connectaria la línia Llobregat-Anoia i la línia Barcelona-Vallès. Aquesta línia tindria 14,4 km de longitud i 8 estacions, i enllaçaria amb Bac de Roda (L2), la Sagrera (L1, L4, L5, L9 i R3 i R4 de Rodalies), Maragall (L4 i L5), Mundet (L3), Cerdanyola Universitat (R7 i R8 de Rodalies), UAB (FGC).[22] El 2005 es van iniciar els estudis.[23]
- Creació d'un servei d'alta velocitat que uneixi Lleida amb Montpeller i Tolosa de Llenguadoc.[24]
- Assumir la gestió de Rodalies de Catalunya.
- Perllongament de la línia del Vallès des de la cua de maniobres de Ca n'Oriac, a Sabadell, fins al nucli urbà de Castellar amb 4,5 quilòmetres, dels quals 700 metres serien soterrats, i hi hauria tres viaductes i trams de cel obert per a creuar el Ripoll. La proposta no està desestimada.[25]

## Exposicions
Coincidint amb el 25è aniversari de la data de creació de Ferrocarrils de la Generalitat de Catalunya, el 5 de setembre de 1979, el Palau Robert inaugurà el 2004 l'exposició "25 anys de Ferrocarrils de la Generalitat de Catalunya", que es va fer en col·laboració amb la mateixa empresa, que va ser també la primera empresa pública que va tenir la Generalitat de Catalunya.
L'exposició recull l'evolució de 25 anys d'història de Ferrocarrils de la Generalitat de Catalunya, amb fotografies, objectes singulars i elements audiovisuals van permetre deixar constància de les transformacions viscudes durant aquest període d'anys que van servir per adequar les instal·lacions, els equipaments, les estacions i el material mòbil a les necessitats dels clients i als nous requeriments del transport públic. L'exposició també va incloure fotografies d'esdeveniments que han fet història en aquests 25 anys d'empresa i d'altres imatges que permeten comprovar el salt qualitatiu que s'ha produït tant en la renovació dels material mòbil com en la de les estacions i el seu entorn urbà.